# 1977-es magyar férfi vízilabda-bajnokság (első osztály)
Az 1977-es magyar férfi vízilabda-bajnokság a hetvenegyedik magyar vízilabda-bajnokság volt. A bajnokságban tizenkét csapat indult el, a csapatok két kört játszottak.
A Szolnoki Vízügy-Dózsa új neve Szolnoki Vízügy lett.
A Szegedi EOL SC új neve Szegedi EOL AK lett (egyesült a Szegedi AK-val).

## Tabella
| #   | Csapat          | M  | Gy | D | V  | G+  | G-  | P  | Megjegyzés     |
| --- | --------------- | -- | -- | - | -- | --- | --- | -- | -------------- |
| 1.  | Vasas SC        | 22 | 18 | 2 | 2  | 130 | 71  | 38 |                |
| 2.  | OSC             | 22 | 18 | 0 | 4  | 119 | 69  | 36 |                |
| 3.  | Ferencvárosi TC | 22 | 17 | 1 | 4  | 126 | 90  | 35 |                |
| 4.  | BVSC            | 22 | 15 | 2 | 5  | 125 | 103 | 32 |                |
| 5.  | Bp. Spartacus   | 22 | 10 | 4 | 8  | 126 | 115 | 24 |                |
| 6.  | Újpesti Dózsa   | 22 | 9  | 5 | 8  | 103 | 96  | 23 |                |
| 7.  | Szolnoki Vízügy | 22 | 3  | 9 | 10 | 100 | 123 | 15 |                |
| 8.  | Vasas Izzó      | 22 | 4  | 6 | 12 | 87  | 101 | 14 |                |
| 9.  | Szentesi Vízmű  | 22 | 5  | 4 | 13 | 83  | 112 | 13 | 1 pont levonva |
| 10. | Eger SE         | 22 | 3  | 7 | 12 | 93  | 131 | 13 |                |
| 11. | Szegedi EOL AK  | 22 | 3  | 5 | 14 | 86  | 125 | 10 | 1 pont levonva |
| 12. | Bp. Honvéd      | 22 | 3  | 3 | 16 | 78  | 120 | 9  |                |

* M: Mérkőzés Gy: Győzelem D: Döntetlen V: Vereség G+: Dobott gól G-: Kapott gól P: Pont

## A csapatok
A Vasas bajnokcsapata: Bányai Miklós, Barsi Gábor, Bobory György, Budavári Imre, Csapó Gábor, Darida János, Faragó Tamás, Gajdossy Zoltán, Horváth Péter, Kenéz György, Ölveczky Péter, Tory György, edző: Rusorán Péter
Az OSC ezüstérmes csapata: Bodnár András, Fekete Szilveszter, Gál Gyula, Hámori Miklós, Konrád Ferenc, Kuncz László, Pásztrai László, Sudár Attila, Szívós István, Vindisch Kálmán, edző: Konrád János
A Ferencváros bronzérmes csapata: Balla Balázs, Debreczeni Zsolt, Fehér András, Gerendás György, Kohán Imre, Kövecses Zoltán, Krieger György, Miller András, Steinmetz János, Szollák László, Udvardi István, Varga János, edző: Mayer Mihály
BVSC: Czigány Károly, Gál Ferenc, Gém Zoltán, Heltai György, Horkai György, Joós János, Kiss Csaba, Kovács István, Pottyondi József, Szöghy Dezső, Tóth Sándor, Varga Gyula, edző: Babarczy Roland
Bp. Spartacus: Barna Attila, Barsi László, Báthori György, Dankó Attila, Deák Gábor, Kemény Dénes, Király Tibor, Koller Ákos, Magas István, Major Zoltán, Molnár Endre, Somossy József, edző: Bolvári Antal
Újpesti Dózsa: Cservenyák Tibor, Füri Gábor, Gecse Károly, Horváth Bernát, Kis István, Mátsik László, Radnóti György, Sárosi László, Székely János, Székely Zoltán, Varga Gusztáv, Wolf Péter, edző: Mohácsi Attila
Szolnoki Vízügy: Berkes Péter, Bogdán Béla, Boros Tamás, Cseh Sándor, Földi László, Hasznos István, Orbán István, Pintér Ferenc, Rakita Albert, Tóth Csaba, Tóth István, Ugrai József, Varga József, edző: Bartalis István
Vasas Izzó: Balázs György, Bedő József, Gál Tamás, Györe Lajos, Hajmásy Péter, Hídvégi Sándor, Horváth Viktor, Kiss Ferenc, Molnár Gyula, Nagy Ferenc, Szellő Tamás, Szeri Béla, Szórádi Miklós, Tóth Endre, Zsoldos János, Edző: Dömötör Zoltán
Szentes: Éles Vilmos, Fülöp Tibor, Horváth György, Kádár József, Komlósi János, Kurucz Márton, Pengő László, Soós László, Szabó Imre, Szénászky János, Tóth Gyula, Vecseri Sándor, edző: Réhbely Sz. József
Egri Dózsa: Gyulavári Zoltán, Hadobás Gyula, Kácsor László, Katona József, Kelemen Attila, Kovács Róbert, Lipovics Zoltán, Sike József, Szász Sándor, Vincze László, edző: Pócsik Dénes
Szegedi EOL: Borzi Miklós, Bozsó Szabolcs, Dudás János, Éles Vilmos, Esztergomi Mihály, Horváth István, Kiss Lajos, Lengyel Gábor, Lutter István, Max Gábor, Szittya Károly, Vezsenyi Péter, Wanger Tibor, Zámbó Lajos, edző: Koncz István, Lihotzky Károly
Bp. Honvéd: Balogh Tamás, Dancs Gyula, Dávid Imre, Armando Fernandez, Fonó Péter, Hauszler Károly, Kádas Géza, Kucsera Gábor, Magyari Ferenc, Mezei József,  Molnár László, Samu Miklós, Takó Gyula, Tóth Béla, Vindisch Ferenc, edző: Markovits Kálmán

## A góllövőlista élmezőnye
|    | Gól | Játékos        | Csapat       |
| -- | --- | -------------- | ------------ |
| 1. | 53  | Somossy József | Bp Spartacus |
| 2. |     |                |              |